# Thelotrema argenteum
Thelotrema argenteum är en lavart som beskrevs av Müll. Arg. 1891. Thelotrema argenteum ingår i släktet Thelotrema och familjen Thelotremataceae.   Inga underarter finns listade i Catalogue of Life.